# Бобошево
Бо́бошево (болг. Бобошево) — город в Болгарии. Находится в Кюстендилской области, входит в общину Бобошево. Население составляет около 1200 человек.

## Политическая ситуация
Кмет (мэр) общины Бобошево — Милчо Георгиев Орозов (Болгарская социал-демократия (БСД)) по результатам выборов.